# Клопшин, Яков Михайлович
Яков Михайлович Клопшин — советский хозяйственный деятель, Герой Социалистического Труда.

## Биография
Родился в 1923 году в деревне Лаховы. Член КПСС с 1944 года.
С 1940 года — на хозяйственной работе. В 1940—1983 гг. — электромонтёр в тресте № 16, участник Великой Отечественной войны, телефонист истребительной противотанковой артиллерийской батареи 103-й танковой бригады 3-го танкового корпуса Центрального фронта, командир отделения связи отдельного артиллерийского дивизиона 57-й мотострелковой бригады 2-го Украинского фронта, командир отделения связи отдельного артиллерийского дивизиона 33-й гвардейской мотострелковой бригады 1-го Белорусского фронта, электромонтажник подстанций и высоковольтных линий, монтажник на строительстве Нарвской ГЭС, бригадир электромонтажников управления «Севэлектромонтаж» треста «Гидроэлектромонтаж» Министерства энергетики и электрификации СССР.
Указом Президиума Верховного Совета СССР от 20 апреля 1971 года присвоено звание Героя Социалистического Труда с вручением ордена Ленина и золотой медали «Серп и Молот».
Умер в Санкт-Петербурге в 1992 году.